# Liste der Monuments historiques in Léchelle (Seine-et-Marne)
Die Liste der Monuments historiques in Léchelle (Seine-et-Marne) führt die Monuments historiques in der französischen Gemeinde Léchelle auf.

## Liste der Objekte
| Bezeichnung                  | Beschreibung                              | Standort                | Kennzeichnung | Schutzstatus | Datum | Bild |
| ---------------------------- | ----------------------------------------- | ----------------------- | ------------- | ------------ | ----- | ---- |
| Skulptur Pietà               | Stein, 16. Jahrhundert                    | in der Kirche St-Aignan | PM77000933    | Classé       | 1905  |      |
| Skulptur des heiligen Aignan | Stein, polychrom gefasst, 16. Jahrhundert | in der Kirche St-Aignan | PM77002928    | Inscrit      | 1978  |      |